# Liu Hong (lekkoatletka)
Liu Hong (chiń. 刘虹; pinyin Liú Hóng; ur. 12 maja 1987 w prowincji Jiangxi) – chińska lekkoatletka, chodziarka.
Złota medalistka igrzysk olimpijskich 2016 w Rio de Janeiro. Wcześniej na Igrzyskach Olimpijskich w Pekinie (2008) zajęła czwarte miejsce, a w Londynie (2012) sięgnęła po srebro (po dyskwalifikacji Olgi Kaniskiny i Jeleny Łaszmanowej). W 2020 podczas igrzysk w Tokio ponownie zdobyła brąz.
Pięciokrotna medalistka mistrzostw świata – podczas zawodów w Berlinie (2009) zajęła trzecie miejsce, a dwa lata później na czempionacie w Daegu drugie miejsce. Jednak na skutek późniejszej dyskwalifikacji za doping Olgi Kaniskiny zostały jej przyznane odpowiednio srebrny i złoty medal. W 2013 zajęła 3. miejsca, jednak ponownie w wyniku dyskwalifikacji rywalki przyznany jej został srebrny medal. Na zawodach w 2015 oraz 2019 wygrywała i zdobywała tytuł mistrzyni świata.
Podczas drużynowych mistrzostw świata w chodzie sportowym w 2016 roku zajęła pierwsze miejsce, jednak w wyniku pozytywnego testu dopingowego została zdyskwalifikowana i zawieszona na miesiąc.
Dwukrotna złota medalistka igrzysk azjatyckich (Ad-Dauha 2006 & Kanton 2010). Srebrna medalistka pucharu świata w chodzie w drużynie (chód na 20 km, A Coruña 2006). Złota medalistka chińskiej olimpiady narodowej oraz mistrzostw kraju.

## Rezultaty
| Rok  | Impreza                                          | Miejsce        | Konkurencja                 | Pozycja     | Wynik    |
| ---- | ------------------------------------------------ | -------------- | --------------------------- | ----------- | -------- |
| 2006 | Puchar świata w chodzie sportowym                | La Coruña      | chód na 20 km               | 6. miejsce  | 1:28:59  |
| 2006 | Mistrzostwa świata juniorów                      | Pekin          | chód na 10 000 m            | 1. miejsce  | 45:12,84 |
| 2006 | Igrzyska azjatyckie                              | Doha           | chód na 20 km               | 1. miejsce  | 1:32:19  |
| 2007 | Mistrzostwa świata                               | Osaka          | chód na 20 km               | 19. miejsce | 1:36,40  |
| 2008 | Igrzyska olimpijskie                             | Pekin          | chód na 20 km               | 4. miejsce  | 1:27,17  |
| 2009 | Mistrzostwa świata                               | Berlin         | chód na 20 km               | 2. miejsce  | 1:29,10  |
| 2009 | Mistrzostwa Azji                                 | Kanton         | chód na 20 km               | –           | DQ       |
| 2010 | Puchar świata w chodzie sportowym                | Chihuahua      | chód na 20 km               | 13. miejsce | 1:36:34  |
| 2010 | Igrzyska azjatyckie                              | Kanton         | chód na 20 km               | 1. miejsce  | 1:30:06  |
| 2011 | Mistrzostwa świata                               | Daegu          | chód na 20 km               | 1. miejsce  | 1:30,00  |
| 2012 | Igrzyska olimpijskie                             | Londyn         | chód na 20 km               | 2. miejsce  | 1:26,00  |
| 2013 | Mistrzostwa świata                               | Moskwa         | chód na 20 km               | 2. miejsce  | 1:28,10  |
| 2014 | Puchar świata w chodzie sportowym                | Taicang        | chód na 20 km               | 2. miejsce  | 1:26,58  |
| 2015 | Mistrzostwa świata                               | Pekin          | chód na 20 km               | 1. miejsce  | 1:27,45  |
| 2016 | Drużynowe mistrzostwa świata w chodzie sportowym | Rzym           | chód na 20 km               | DSQ         | DQ       |
| 2016 | Igrzyska olimpijskie                             | Rio de Janeiro | chód na 20 km               | 1. miejsce  | 1:28:35  |
| 2019 | Mistrzostwa świata                               | Doha           | chód na 20 km               | 1. miejsce  | 1:32:53  |
| 2021 | Igrzyska olimpijskie                             | Tokio          | chód na 20 km               | 3. miejsce  | 1:29:57  |
| 2022 | Mistrzostwa świata                               | Eugene         | chód na 20 km               | 5. miejsce  | 1:29:00  |
| 2023 | Mistrzostwa świata                               | Budapeszt      | chód na 20 km               | 17. miejsce | 1:30:43  |
| 2024 | Drużynowe mistrzostwa świata w chodzie sportowym | Antalya        | sztafeta mieszana w chodzie | 25. miejsce | 3:06:40  |
| 2024 | Igrzyska olimpijskie                             | Paryż          | chód na 20 km               | 21. miejsce | 1:31:24  |

## Rekordy życiowe
- Chód na 5000 metrów – 20:34,76 (2012) rekord Azji[6][7]
- Chód na 10 kilometrów – 42:30 (2010)
- Chód na 20 kilometrów – 1:24:27 (20 marca 2021, Huangshan) 3. wynik w historii światowej lekkoatletyki; 6 marca 2015 w A Coruña ustanowiła czasem 1:24:38 rekord świata, który przetrwał do 20 marca 2021
- Chód na 35 kilometrów – 2:38:42 (16 kwietnia 2023, Wajima) rekord Azji, 5. wynik w historii światowej lekkoatletyki
- Chód na 50 kilometrów – 3:59:15 (9 marca 2019, Huangshan) rekord świata